# إيجرتن (سويسرا)
إيجرتن هي بلدية في مقاطعة بيال/بيان في كانتون برن في سويسرا .

## التاريخ
تم ذكر إيجرتن لأول مرة في عام 1225 .

## روابط خارجية
- Aegerten بالألمانية وبالفرنسية وبالإيطالية من قاموس سويسرا التاريخي على الإنترنت.
- الإحصائيات الرسمية للبلديات السويسرية باللغة الألمانية